# Si vas por Chile/Yo vendo unos ojos negros
«Si vas para Chile/Yo vendo unos ojos negros» es un sencillo de la agrupación cubana Orquesta Aragón, lanzado en 1971 bajo el sello chileno DICAP y perteneciente al álbum en directo Saludo cubano, lanzado el mismo año por la misma casa discográfica.
El lado A es «Si vas para Chile», vals compuesto en 1942 por el chileno Chito Faró; el lado B es «Yo vendo unos ojos negros», tonada tradicional chilena de autor desconocido.

## Lista de canciones
| Lado A |                    |            |          |  |
| N.º    | Título             | Música     | Duración |  |
| 1.     | «Si vas por Chile» | Chito Faró |          |  |

| Lado B |                             |                             |          |  |
| N.º    | Título                      | Música                      | Duración |  |
| 2.     | «Yo vendo unos ojos negros» | Pablo Ara Lucena (arreglos) |          |  |